# Uramon-dōri
Pour les articles homonymes, voir Uramon.
L'Uramon-dōri (裏門通, Uramon-dōri) est une voie du centre-nord de Kyoto, dans l'arrondissement de Kamigyō. Orientée nord-sud, elle débute à l'Ichijō-dōri et termine au Shindemizu-dōri.

## Description

### Situation
L'Uramon-dōri est une rue étroite de l'ouest de l'arrondissement de Kamigyō, commençant dans le quartier de Minamiimazaike-chō (南新在家町) et terminant dans celui de Tamurabizen-chō (田村備前町). La rue débute à l'Ichijō-dōri (一条通) et termine au Shindemizu-dōri (新出水通), juste avant le Shimodachiuri-dōri (下立売通). Elle suit le Chiekōin-dōri (智恵光院通) à l'est et précède le Jōfukuji-dōri (浄福寺通) à l'ouest.
La circulation se fait en sens unique du sud au nord. La rue fait moins de 700 mètres de long. 

### Voies rencontrées
Du nord au sud, en sens unique. Les voies rencontrées de la droite sont mentionnées par (d), tandis que celles rencontrées de la gauche, par (g).
1. Ichijō-dōri (一条通)
2. Nakadachiuri-dōri (中立売通)
3. Kamichōjamachi-dōri (上長者町通)
4. Shimochōjamachi-dōri (下長者町通)
5. Demizu-dōri (出水通)
6. Shindemizu-dōri (新出水通)

- Sources : (ja) Université Ritsumeikan Asia Pacific (en), « 近代京都オーバーレイマップ », sur Art Research Center,‎ 2023 (consulté le 15 juin 2023).

### Transports en commun
Les bus du réseau d'autobus de Kyoto (ja) ne circulent pas sur la rue. Cependant, les stations Chiekoin Nakadachiuri (智恵光院中立売), coin Chiekōin et Nakadachiuri, et Senbon Demizu (千本出水), coin Senbon (ja) et Demizu, sont à quelques minutes de marche. Chiekoin Nakadachiuri est desservie par la ligne 50, tandis que Senbon Demizu est desservie par les lignes 6, 10 ,46, 55, 201 et 206.
Les stations du métro de Kyoto les plus proches sont Nijō (二条駅) et Imadegawa (今出川駅), à plus de 20 minutes de marche, tandis que la gare de Kitano-Hakubaichō (en) (北野白梅町駅) du tramway de Kyoto est aussi à 20 minutes de marche.

## Odonymie
Le nom de la rue vient de la Porte Postérieure du Jūrakudai, l'Uramon (裏門), par lequel la rue passait.
La rue n'est pas nommée dans le « Teragokō » (寺御幸), la chanson des rues de Kyoto pour les rues nord-sud, même si Jōfukuji et Chiekōin apparaissent toutes deux dans la chanson. 

## Histoire
L'Uramon-dōri est une voie récente de Kyoto, étant apparue durant la construction de l'éphémère palais du Jūrakudai (聚楽第) dans le dernier quart du XVIe siècle, mais la date exacte de l'apparition est inconnue. La rue s'étendait alors de l'Uramon (裏門), Porte Postérieure du Jūrakudai jusqu'au nord de la ville. Après le démantèlement du Jūrakudai, la rue est raccourcie et termine alors à Shindemizu, où se trouvent les anciens remparts du palais. 

## Patrimoine et lieux d'intérêt
On retrouve sur la rue plusieurs maisons de ville traditionnelles. Au coin avec Shimochōjamachi se trouve l'entrepôt d'une maison de marchand fait en terre (ja).
Au coin avec Demizu se trouve la tuilerie Isozaki (磯崎瓦店), membre de l'Association des Tuileries de la préfecture de Kyoto (京都府瓦工事協同組合).
Au bout de la rue se trouve le temple bouddhiste Shōrin-ji (松林寺). Le temple marque les limites des remparts du Jūrakudai et le sol y est plus bas d'environ 3 mètres dû à d'anciennes douves.